# Herbert Heyer
Herbert Heyer (* 7. September 1936 in Kassel; † 8. Februar 2018 in Tübingen) war ein deutscher Mathematiker.

## Leben
Er studierte Mathematik, Physik, Philosophie und Pädagogik von 1956 bis 1957 an der Universität Göttingen, von 1957 bis 1958 an der Universität Wien, von 1958 bis 1962 an der Universität Hamburg und von 1959 bis 1960 als Fulbright-Stipendiat und Lehrassistent am Institut für Statistik der University of California, Berkeley. Nach dem 1. Staatsexamen 1962, dem 2. Staatsexamen 1964 (Lehramt an Gymnasien), der Promotion 1964 bei Leopold Schmetterer zum Dr. rer. nat. und der Habilitation 1968 war er seit 1969 ordentlicher Professor für Stochastik an der Universität Tübingen. 2004 erhielt er die Ehrendoktorwürde der Universität Debrecen.

## Schriften (Auswahl)
- Probability measures on locally compact groups. Berlin 1977, ISBN 3-540-08332-4.
- Einführung in die Theorie Markoffscher Prozesse. Mannheim 1979, ISBN 3-411-01564-0.
- Theory of statistical experiments. Berlin 1982, ISBN 3-540-90785-8.
- mit Walter R. Bloom: Harmonic analysis of probability measures on hypergroups. Berlin 1994, ISBN 3-11-012105-0.